# Saigō Kikujirō
Pour les articles homonymes, voir Saigō (homonymie).
Saigō Kikujirō (西郷 菊次郎, Saigō Kikujirō), né le 11 février 1861 à Tatsugō, sur l'île d'Amami ō-shima, dans le royaume de Ryūkyū, et mort le 27 novembre 1928 à Kagoshima, dans la préfecture éponyme, est un diplomate et homme politique japonais, et le 2e maire de Kyoto de 1904 à 1911. Il est le fils du samouraï Saigō Takamori, l'un des Trois grands nobles de la restauration de Meiji.

## Biographie

### Jeunesse et carrière avant la politique
Saigō Kikujirō naît le 2e jour du 1er mois de la 2e année de l'ère Man'en à Tatsugō de Saigō Takamori et de son épouse Aikana (ja), durant la déportation pénale de son père. Il est l'aîné de la famille et a une sœur du nom de Kikusō (ja) (1862-1910) et a trois frères d'une différente mère, Toratarō (ja) (1866-1919), Umajirō et Torizō. 
À l'âge de neuf ans, il retourne à la Maison mère à Kagoshima en 1871. À l'âge de 12 ans, il part étudier aux États-Unis, où il passe deux ans et six mois. Il rentre au pays trois ans plus tard, à l'âge de 17 ans, pour participer à la rébellion de Satsuma en tant que membre de l'armée de Satsuma avec son père. Lors de la bataille de Nobeoka au col de Wada (ja), il reçoit une balle dans la jambe droite et est amputé au-dessous du genou. Après avoir subi de nombreuses pertes lors de la bataille, l'armée de Satsuma a déplacé son camp à Tawarano (俵野) et a tenu une série de discussions militaires sur la suite des événements.
L'armée décide donc de traverser le mont Eno (ja) (可愛岳) et de se rendre à Mitai (三田井). Kikujiro, qui avait été grièvement blessé au cours de la bataille, et est laissé à Tawarano avec d'autres soldats blessés, à l'approbation de Kirino Toshiaki. Il est suivi par Nagata Kumakichi (ja), le vieux serviteur de Takamori. Kumakichi porte le blessé sur son dos et se rend à Saigō Tsugumichi, le jeune frère de Takamori. On raconte que Tsugumichi était satisfait de la reddition de son neveu et a remercié Kumakichi pour l'avoir amené à lui. À Kitagawa (ja) (préfecture de Miyazaki), un panneau commémore aujourd'hui le lieu du rétablissement de Kikujirō.

### Carrière politique

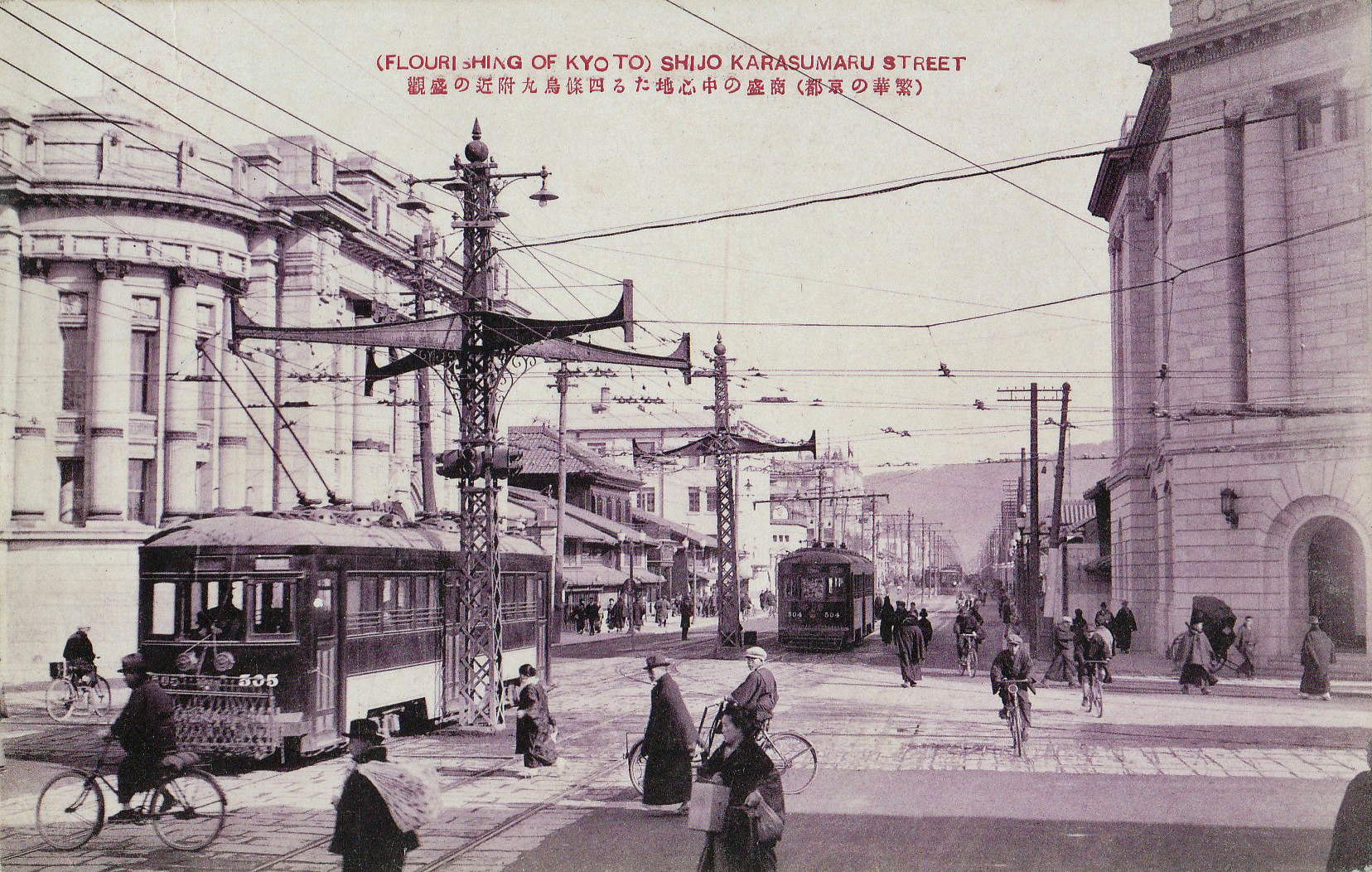
Tramway de Kyoto vers 1915, carrefour des rues Shijō et Karasuma.

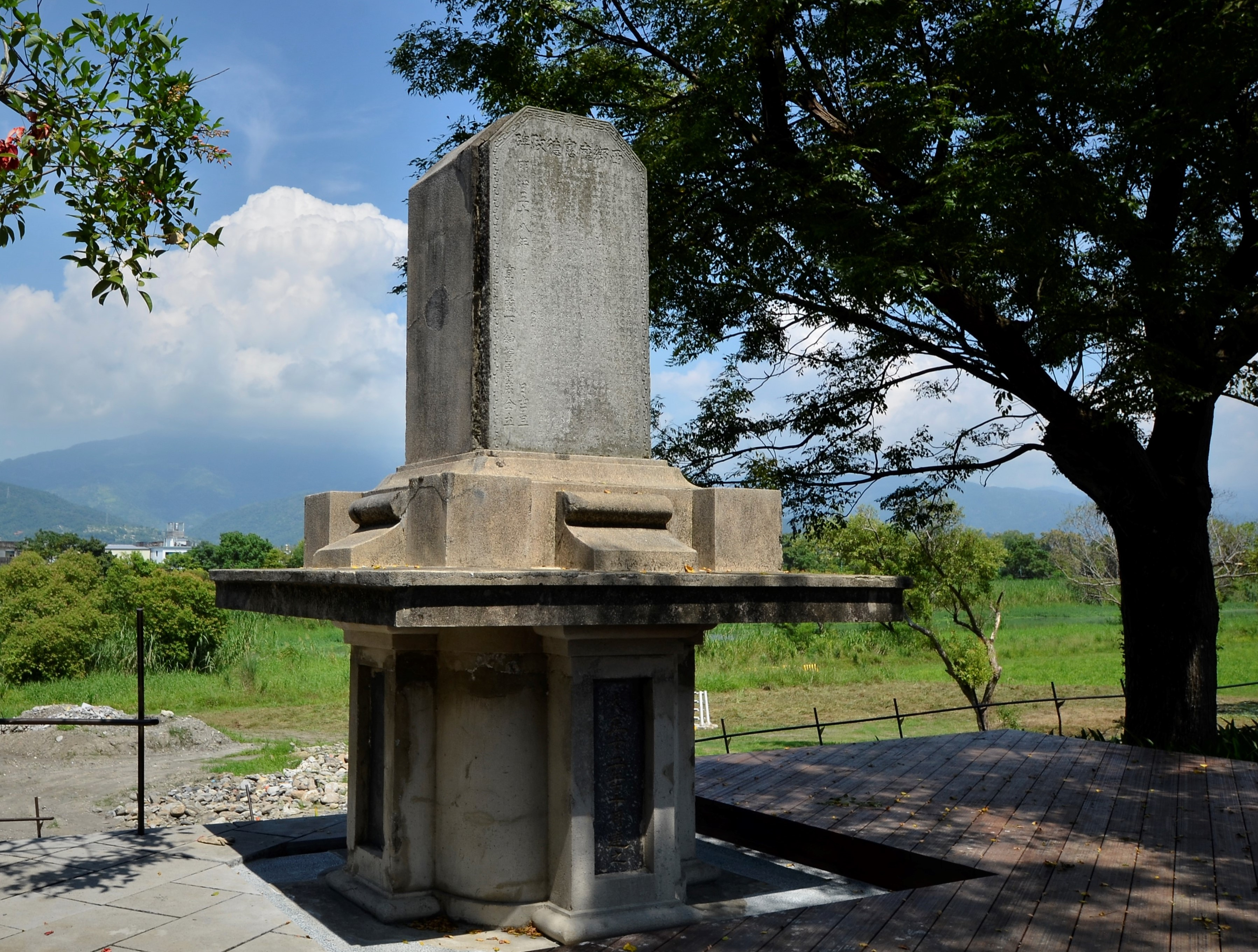
Stèle à Saigō Kikujirō à Keelung.

Après la rébellion, à l'âge de 23 ans, il entre au ministère des Affaires étrangères, pour travailler auprès de la mission diplomatique américaine, et en juin 1887, il se rend à nouveau aux États-Unis pour ses études. Il y rencontre Nitobe Inazō et s'inscrit dans le même département de sciences politiques que lui à l'université Johns Hopkins. Il interrompt ses études en raison d'une maladie chronique qui date de son amputation du pied droit et, de retour au Japon, il devient fonctionnaire au ministère de la Maison impériale (en) en janvier 1890. En 1895, lorsque le Japon gagne Taïwan lors de la Première guerre sino-japonaise, il s'installe à Taïwan et est nommé gouverneur du bureau de Keelung (基隆) en 1895 et directeur général de Yilan (宜蘭) en 1897 pour un mandat de quatre ans et demi. En 1902, il retourne à son village natal après le décès de sa mère Aikana. De retour au Japon, il se présente aux élections municipales de la ville de Kyoto de 1904 et est élu face à deux autres candidats. Il s'installe au Shōgo-in dans l'arrondissement de Sakyō. En tant que maire de Kyoto, il a été l'instigateur des trois grands projets de Kyoto (ja). Il s'agit de la phase 2 du canal du lac Biwa, implémentée entre 1908 et 1912, l'expansion de l'accès à l'eau potable et un assainissement efficace, et l'élargissement des rues et l'introduction du tramway. Il s'agissait d'une époque difficile pour Kyoto, car la ville perdait de l'importance face à la nouvelle capitale Tokyo. Il démissionne pour des causes de maladie en 1911.

### Après la vie politique
Après sa démission, il retourne dans la préfecture de Kagoshima, où il reçoit une importante somme d'argent de consolation de la part de la ville de Kyoto pour ses réalisations. En juillet 1912, après une année de convalescence, il est nommé directeur de la mine d'or de Nagano (environs de l'actuelle ville de Kirishima et du bourg de Satsuma), gérée par la famille Shimazu. Durant son mandat, il contribue grandement au développement des jeunes et de la communauté locale, notamment en ouvrant une école du soir et en construisant à ses frais une salle d'arts martiaux, et démissionne en 1920, durant la huitième année de son mandat.
Il meurt d'une crise cardiaque à son domicile du quartier de Yakushi (薬師町), à Kagoshima, le 27 novembre 1928. Il avait 67 ans.

## Postérité
L'association des villes en mémoire de Saigō Kikujirō a été créée le 19 août 2018 par les villes de Kyoto, Kikuchi (préfecture de Kumamoto), Yilan (Taïwan) et les bourgs de Tatsugō et Satsuma. Le 22 novembre, le maire de Kyoto de l'époque, Daisaku Kadokawa, a lu une lettre de remerciements à Saigō Kikujirō,,.

## Distinctions
- Membre de la Cour du Japon (ja), 8e rang le 8 juillet 1886[14], 7e rang le 21 octobre 1898[15], 6e rang le 27 décembre 1900[16], 5e rang le 27 novembre 1928 (posthume)[17]
- Ordre du Trésor sacré, 6e classe, le 31 mars 1896[18], promu 4e classe le 4 décembre 1928 (posthume)[17]
- Ordre de Taegeuk, 2e classe, empire de Corée, le 9 mars 1908[19]